# E. Lloyd Du Brul
E. Lloyd Du Brul (5 aprile 1909 – 24 luglio 1996) è stato un anatomista statunitense, tra i più riconosciuti e noti dell'era contemporanea, specializzato nell'anatomia orale, della testa e del collo. Fu inoltre anche antropologo ed educatore, e per primo sviluppò la scienza della biomeccanica applicata ai movimenti della testa, del collo e all'attività masticatoria..

## Biografia
Nato nel 1909 ha ottenuto, dopo gli studi liceali, la laurea in Odontoiatria (Dental Degree) nel 1937 presso l'Università di New York. Presso l'Università dell'Illinois a Chicago ha ottenuto nel 1949 un master (MS Degree) e nel 1955 un dottorato di ricerca (PhD).

## Tra gli anatomisti più importanti: la pubblicazione dell'Anatomia orale di Sicher
Du Brul ha acquisito notevole fama in seguito alla pubblicazione del testo anatomico Anatomia orale di Sicher. Il testo fu scritto a quattro mani da Harry Sicher e dal suo professore Julius Tandler, di cui Sicher era assistente alla cattedra, presso l'Università di Vienna. Ancora oggi questo manuale, attualmente tradotto dal tedesco in cinque lingue (italiano, inglese, giapponese, spagnolo e portoghese), rappresenta il primo e principale volume utilizzato per lo studio dell'anatomia orale dagli studenti del corso di laurea in Odontoiatria nei paesi per cui è stato tradotto.
Du Brul si è spesso occupato anche dell'ambito illustrativo, disegnando molte delle illustrazioni presenti sulla sua principale opera.

## Vita professionale e privata
Subito dopo gli studi fu impegnato nel servire l'Esercito degli Stati Uniti d'America, per cui coprì il ruolo di ufficiale sanitario.
Dopo aver lavorato presso vari ospedali di New York, in cui svolgeva anche la professione di professore di anatomia, si trasferisce a Chicago dove insegnò presso il College of Dentistry dell'Università dell'Illinois, dal 1946 al 1977.
Fu proprio presso questa struttura che, nel 1964, creò uno dei primi dipartimenti di Anatomia Orale al mondo.
Durante l'attività lavorativa si dedicò anche alla ricerca e collezione di crani umani, animali e preistorici in generale, da utilizzare per l'insegnamento e che oggi sono conservati presso il College of Dentistry.
Fu sposato con la celebre pianista statunitense Florence Kirsch Du Brul.

## Altri lavori
Du Brul è anche autore di altri quattro volumi sull'anatomia della testa e del collo.
Ha poi contribuito in molti altri lavori, come la stesura di alcune voci della quindicesima edizione dell'Enciclopedia Britannica nel 1974. Dal 1940 al 1980 è stato autore di innumerevoli articoli, prefazioni e recensioni di libri riguardanti l'ambito medico, e interventi su riviste e pubblicazioni scientifiche.
| Controllo di autorità | VIAF (EN) 35060616 · ISNI (EN) 0000 0000 8114 4196 · LCCN (EN) n80050085 · GND (DE) 110729714 · J9U (EN, HE) 987007384072905171 · NDL (EN, JA) 00512971 |